# Piknik na skraju drogi
Piknik na skraju drogi (ros. Пикник на обочине, Piknik na oboczinie) – rosyjska powieść science fiction autorstwa braci Arkadija i Borisa Strugackich, wydana w 1972.
W Polsce powieść ukazała się po raz pierwszy w 1974 w serii „Fantastyka-Przygoda” Wydawnictwa Iskry w tłumaczeniu Ireny Lewandowskiej. Wznowienie wyszło w serii „Stanisław Lem poleca” Wydawnictwa Literackiego w 1977.
Do 2021 ukazało się 90 wydań powieści w 29 językach.

## Treść
Powieść opisuje sytuację na Ziemi po wylądowaniu obcych i opuszczeniu przez nich planety. Nie wiadomo, kim byli obcy, jednakże pozostawili po sobie sporo śladów w sześciu Strefach Lądowania. Okolice te określa się mianem Stref, zaś ślady w postaci rozmaitych tajemniczych przedmiotów badane są przez naukowców. Oficjalnie Strefy są niedostępne dla ludzi spoza Międzynarodowego Instytutu Cywilizacji Pozaziemskich, jednakże nielegalne wynoszenie ze strefy przedmiotów kwitnie w najlepsze, a osoby parające się tym zajęciem są nazywane stalkerami. Mimo że Strefy są intensywnie badane, a na ich temat powstają liczne teorie, to jednak wszystkie pozostają w sferze domysłów, gdyż nauka nie jest w stanie zinterpretować występujących w niej przedmiotów i anomalii.
Jeden z badaczy podczas rozmowy w barze stawia hipotezę, że Ziemia była miejscem chwilowego pobytu obcych, a owe tajemnicze przedmioty i anomalie to zwykłe odpadki, których ludzkość nie jest w stanie zrozumieć – tak jak owady nie są w stanie zrozumieć pozostałości po pikniku człowieka.
Głównym bohaterem książki jest stalker Red Shoehart. Fabuła opisuje jego wybrane wyprawy do Strefy w pobliżu miejscowości Harmont oraz ich konsekwencje. W czasie jednej z nich Shoehart wyrusza na poszukiwania Złotej Kuli mającej przynieść mu szczęście.

## Odbiór
Wkrótce po jej publikacji w języku angielskim, w 1978, Strugaccy zostali przyjęci jako honorowi członkowie Mark Twain Society (pol. Towarzystwo Marka Twaina) za „wybitny wkład w światową literaturę science fiction”. Powieść została nominowana do nagrody Johna W. Campbella za najlepszą powieść science fiction 1978 i zdobyła drugie miejsce. W 1979 skandynawski kongres literatury science fiction przyznał szwedzkiemu tłumaczeniu Nagrodę Juliusza Verne’a za najlepszą powieść roku opublikowaną w języku szwedzkim. W 1981 na szóstym Festival du Science Fiction w Metz we Francji powieść zdobyła nagrodę za najlepszą książkę zagraniczną roku.

## Ekranizacja i nawiązania
Na podstawie powieści w 1979 Andriej Tarkowski nakręcił film Stalker. Powieść była też inspiracją dla powstania serii gier S.T.A.L.K.E.R., która została zapoczątkowana grą S.T.A.L.K.E.R.: Cień Czarnobyla wydaną w 2007. Opisywana książka jest również inspiracją dla mangi oraz anime Otherside Picnic.
Po katastrofie elektrowni jądrowej w Czarnobylu osoby, które próbowały plądrować okolice czarnobylskiej elektrowni, określane były także mianem stalkerów.